# Delfín
Delfín fou una marca catalana de motocicletes i motocarros, fabricats a Barcelona entre 1955 i 1962 per la firma de Juli Fusté Fábrica Española de Motocicletas y Triciclos, amb seu al número 29 del carrer València.
Les Delfín anaven equipades amb motors Hispano Villiers de 125 i 197 cc i, tret de lleugeres variacions, eren gairebé idèntiques a les Olimpic que es fabricaven sota llicència del mateix Fusté.

## Motocarros

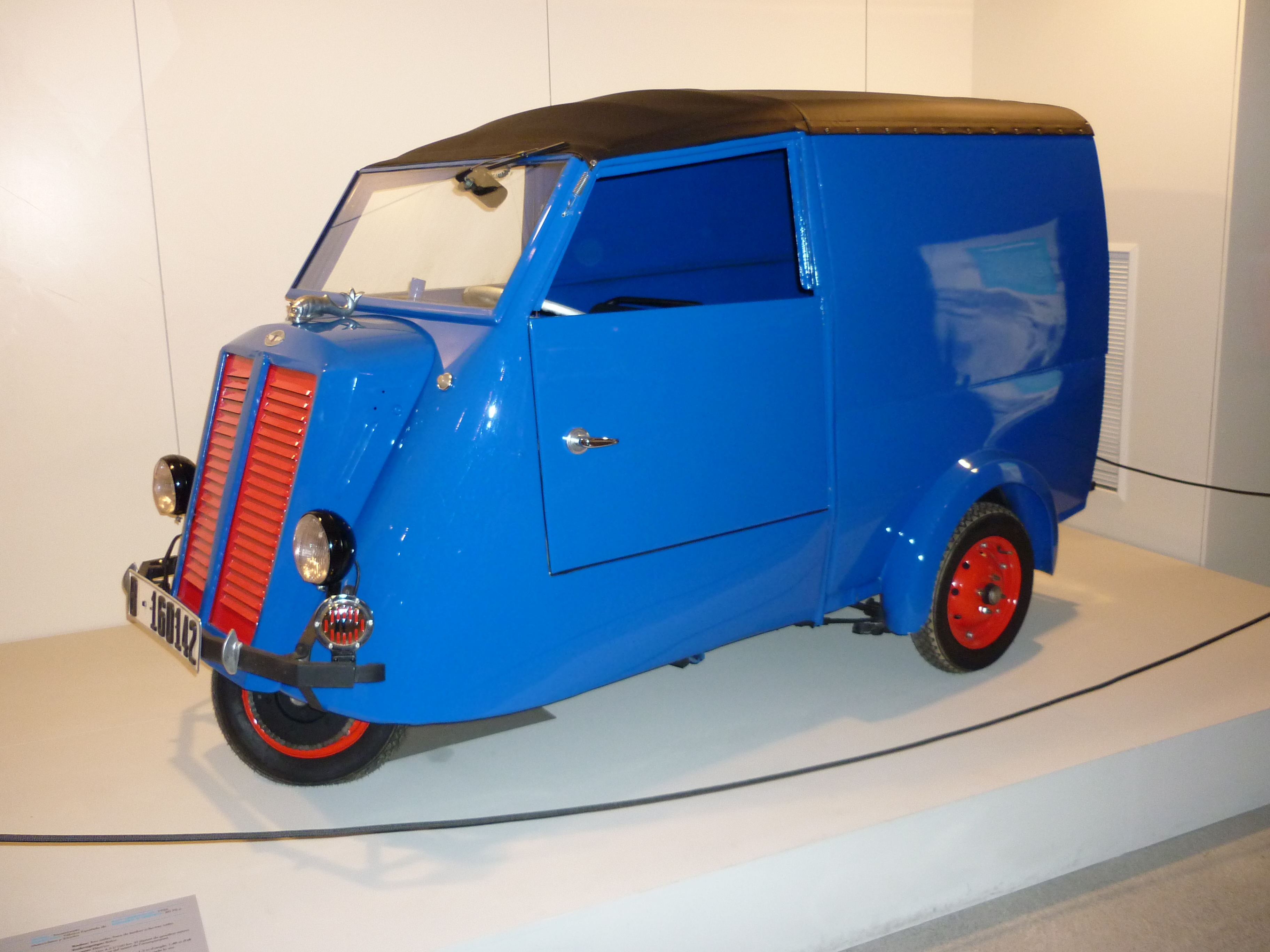
Motocarro Delfín Tricamioneta de 1956

Els motocarros Delfín, destinats al transport lleuger, es varen fabricar entre 1956 i 1959 (d'altres fonts indiquen només el 1958). Eren una mena de tricicle amb volant d'automòbil i el motor Hispano Villiers de 197 cc (n'hi hagué també una versió de 125 cc). Disposava de dues places i tenia una capacitat de càrrega de 250 kg.
Segons algunes fonts, es muntaven a Igualada (Anoia) i se'n varen arribar a fabricar un mínim de 20 unitats, totes elles pintades de color blau (sovint, metal·litzat). Com a curiositat, el dipòsit de benzina s'emplaçava just al davant del seient de l'acompanyant.
El disseny dels motocarros Delfín s'inspirava en el Solyto de la firma francesa New-Map, diferenciant-se'n per la part frontal, que sobresortia més pel fet que el motor Hispano Villiers era més voluminós que el que muntava el Solyto, de 125 cc. Per bé que originàriament el Delfín fou concebut com a motocarro, era normal fer-lo servir d'automòbil, motiu pel qual sovint ha estat inclòs dins el sector dels microcotxes.